# 개선역
개선역(凱旋驛)은 조선민주주의인민공화국 모란봉구역에 있는 평양 지하철 천리마선의 역이다. 부역명은 개선문이다.

## 역 구조
1면 2선의 섬식 승강장.

## 역 주변
평양의 상징 중 하나인 모란봉의 언덕 옆에 있고, 역 동쪽으로는 모란봉 공원지구가 펼쳐져 있다. 모란봉 남측에는 모란봉역이 있다. 개선문의 바로 아래에 위치한다.
- 평양 개선문
- 모란봉공원, 평양성지
  - 개선청년공원
    - 평양텔레비죤탑
    - 김일성경기장

  - 모란각 (레스토랑)
  - 모란봉
  - 모란봉청년공원
- 김정숙탁아소
- 모란봉교예극장 (조선인민군 서커스극장)
- 모란봉제1여자고등중학교
- 모란봉호텔
- 봉화산호텔
- 서평양백화점
- 평양시제1병원
- 해방영화관

## 인접한 역
| 평양 지하철 천리마선 | 평양 지하철 천리마선 | 평양 지하철 천리마선 |
| -------------------- | -------------------- | -------------------- |
| 모란봉 부흥 방면     | 천리마선             | 전우 붉은별 방면     |